# Josef Redlich
Pour les articles homonymes, voir Redlich.
Josef Redlich (né le 18 juin 1869 à Göding, aujourd'hui Hodonín, Margraviat de Moravie, Autriche-Hongrie, et mort le 11 novembre 1936 à Vienne) est un juriste, un scientifique et un homme politique autrichien.

## Biographie

### Juriste et scientifique
Josef Redlich est le fils de l'entrepreneur Adolf Redlich (1839–1896), d'une famille aisée de la bourgeoisie juive assimilée de Moravie, possédant fabriques de sucre et terres en Silésie autrichienne. Son frère Friedrich Redlich (1868–1921) est industriel et homme politique. Josef Redlich étudie le droit à l'université de Vienne jusqu'en 1891, puis devient stagiaire au Stathouder austro-hongrois de Moravie à Brünn.
Après son habilitation en 1901 Redlich poursuit son étude du droit administratif. Il devient professeur extraordinaire à l'université de Vienne en 1907, et enseigne comme professeur de l'université de 1908 à 1918 à l'université technique de Vienne.
La spécialité de Redlich est le droit communal et les procédures de la chambre des communes du Royaume-Uni. Andrew Carnegie fait appel à lui pour sa fondation. Redlich enseigne enfin à l'université de Harvard (Cambridge, Massachusetts, USA) de 1926 à 1935. 
Josef Redlich entretient des contacts réguliers avec Hermann Bahr et Hugo von Hofmannsthal ainsi qu'avec le fondateur du Sionisme, Theodor Herzl. Il publie une biographie de l'empereur Franz Joseph, et son journal politique des années 1908–1918 est une source importante pour l'histoire culturelle et contemporaine.

### Carrière politique
Redlich est aussi député au Parlement morave, membre du  Mouvement national allemand. Il est élu en 1907 au Reichsrat d'Autriche-Hongrie, réélu en 1911, et fréquemment en butte à des attaques antisémites.
Il est brièvement Ministre des Finances, et participe à la rédaction de la proclamation de renoncement au trône signée par l'empereur Charles le 11 novembre 1918. Redlich est décoré et fait membre du Conseil secret. 
Jusqu'au 16 février 1919, il participe au rassemblement national provisoire pour la république d'Autriche allemande, et vote le 12 novembre 1918 comme la plupart des députés pour la création de la République et le rattachement à l'Allemagne.
Du 15 janvier 1931 au 1er février 1936, il est Deputy Judge à la Cour permanente de justice internationale de La Haye. Il est également, au plus fort de la crise du Creditanstalt, de juin à octobre 1931, Ministre des Finances du gouvernement fédéral chrétien-social Karl Buresch.

## Sélection de publications
- Englische Lokalverwaltung. Darstellung der inneren Verwaltung Englands in ihrer geschichtlichen Entwicklung und in ihrer gegenwärtigen Gestalt. Leipzig 1901.
- Local Government in England. Edited with additions by Francis W. Hirst, 2 Bände, London, New York 1903.
- Recht und Technik des englischen Parlamentarismus. Die Geschäftsordnung des House of Commons in ihrer geschichtlichen Entwicklung und gegenwärtigen Gestalt. Leipzig 1905.
- The Procedure of the House of Commons. A study of its history and present form. Translated by A. Ernest Steinthal, introduction and supplementary chapter by Sir Courtenay P. Ilbert, 3 Bände, London 1908, New York 1969, Chestnut Hill 2005.
- Das Wesen der österreichischen Kommunalverfassung. Leipzig 1910.
- Le gouvernement local en Angleterre. Avec des additions par Francis W. Hirst, traduction française par William Oualid, Paris 1911.
- Zustand und Reform der österreichischen Verwaltung. Rede des Reichsratsabgeordneten Prof. D. Josef Redlich, gehalten in der Budgetdebatte des Abgeordneten des österreichischen Reichsrates vom 26. Oktober 1911. Wien 1911.
- Bericht des Mitgliedes der Kommission zur Förderung der Verwaltungsreform Prof. Dr. Josef Redlich über die Entwicklung und den gegenwärtigen Stand der österreichischen Finanzverwaltung sowie Vorschläge der Kommission zur Reform dieser Verwaltung. Wien 1913.
- The Common Law and the Case Method in American University Law Schools. A Report to the Carnegie Foundation for the Advancement of Teaching. New York 1914.
- Das österreichische Staats- und Reichsproblem. Geschichtliche Darstellung der inneren Politik der habsburgischen Monarchie von 1848 bis zum Untergang des Reiches.
  - Band 1: Der dynastische Reichsgedanke und die Entfaltung des Problems bis zur Verkündigung der Reichsverfassung von 1861. Leipzig 1920 (zwei Teilbände, Digitalisat)
  - Band 2: Der Kampf um die zentralistische Reichsverfassung bis zum Abschlusse des Ausgleiches mit Ungarn im Jahre 1867. Leipzig 1926. Mehr nicht erschienen.
- Österreichische Regierung und Verwaltung im Weltkriege. Wien 1925.
- Austrian War Government. New Haven 1929.
- Kaiser Franz Joseph von Österreich. Eine Biographie. Berlin 1928.
- Emperor Francis Joseph of Austria. A Biography. London, New York 1929, Hamden 1965.